# Kriechende Schneebeere
Die Kriechende Schneebeere (Symphoricarpos mollis), mit englischen Trivialnamen Creeping Snowberry, Southern California Snowberry oder auch Trip Vine genannt, ist eine Pflanzenart aus der Familie der Geißblattgewächse.

## Verbreitung und Lebensraum
Der Kriechende Schneebeere ist im westlichen Nordamerika beheimatet und wächst an den Küsten von British Columbia bis nach Kalifornien, im Inland bis Idaho und Nevada.
Der Strauch gedeiht in warmen Klimaten und kann sowohl intensive Sonneneinstrahlung als auch permanente Beschattung tolerieren. Es handelt sich um eine Pflanze des Chaparral, vornehmlich entlang der Küste.

## Beschreibung
Die Kriechende Schneebeere ist ein laubabwerfender und kriechender Zwergstrauch, dessen Zweige über 1–2 Meter lang aber nur 0,3–1 Meter hoch sind. Die Zweige sind flexibel und mehr oder weniger behaart. Die Schneebeere vermehrt sich sowohl durch Rhizome als auch durch Samen. Die kurz gestielten, kleinen Laubblätter sind gegenständig. Sie sind eiförmig bis rundlich, stumpf bis spitz oder feinspitzig, ganzrandig und bewimpert sowie mehr oder weniger behaart. Manchmal sind sie grob gezähnt bis gelappt.
Den Blütenstand bildet eine Traube roter oder rosafarbener, rundlich glockenförmiger, zwittriger Blüten, die kugel- oder zwiebelförmige weiße oder rosa schattierte, rundliche Steinfrüchte hervorbringen. Die Früchte sind im Allgemeinen nicht giftig aber von widerlichem Geschmack; sie haben eine seifige Textur aufgrund ihres Gehalts an Saponinen.